# Coryne sagamiensis
Coryne sagamiensis is een hydroïdpoliep uit de familie Corynidae. De poliep komt uit het geslacht Coryne. Coryne sagamiensis werd in 1988 voor het eerst wetenschappelijk beschreven door Hirohito. 